# Messac
Messac foi uma antiga comuna francesa na região administrativa da Bretanha, no departamento Ille-et-Vilaine. Estendia-se por uma área de 41,38 km². Em 2010 a comuna tinha 7 179 habitantes (densidade: 173,5 hab./km²).
Em 1 de janeiro de 2016, passou a formar parte da nova comuna de Guipry-Messac.